# Paradiastylis mollis
Paradiastylis mollis är en kräftdjursart som beskrevs av Hale 1945. Paradiastylis mollis ingår i släktet Paradiastylis och familjen Diastylidae. Inga underarter finns listade i Catalogue of Life.